# Pribanjci
Pribanjci is een plaats in de gemeente Bosiljevo in de Kroatische provincie Karlovac. De plaats telt 117 inwoners (2001).